# Gargarina carinata
Gargarina carinata är en insektsart som beskrevs av Ananthasubramanian 1980. Gargarina carinata ingår i släktet Gargarina och familjen hornstritar. Inga underarter finns listade i Catalogue of Life.